# Piero Caraba
Piero Caraba (Roma, 8 febbraio 1956) è un compositore e direttore di coro italiano.

## Biografia
Si è diplomato in musica corale e direzione di coro e in composizione al Conservatorio di Santa Cecilia di Roma studiando con Vieri Tosatti e Giorgio Kirschner; successivamente ha approfondito il repertorio sacro conseguendo il Magistero in canto gregoriano con Armando Renzi e Domenico Bartolucci presso il Pontificio Istituto di Musica Sacra in Roma.
Ha diretto i Cantori di Assisi, il Coro della Nobilissima Parte de Sopra nel Calendimaggio di Assisi, il Coro dell'Associazione Musicale "Luigi Antonio Sabbatini" di Albano Laziale (1987-2000), la Camerata Polifonica Viterbese (2000-2011) e attualmente dirige il Coro Polifonico Città di Bastia. 
Ha fondato e diretto il Coro Città di Roma. 
Ha fondato e diretto l'Orchestra Sinfonica di Civitavecchia.
Ha pubblicato per Ricordi il trattato Fondamenti pratici d'armonia. Sue composizioni sono state pubblicate dagli editori Suvini Zerboni di Milano, Carrara di Bergamo, Pizzicato Verlag Helvetia in Svizzera, Edizioni Musicali Europee, Feniarco ed Erreffe.
In ambito musicologico ed etnomusicologo ha studiato la tradizione orale del canto popolare laziale e ha redatto alcune voci di musicisti per il Dizionario biografico degli italiani. È stato responsabile artistico di trasmissioni radiofoniche di RaiStereoDue e di un ciclo completo di trasmissioni sulla storia della musica polifonica per Radio Vaticana. 
Docente dal 1981 al Conservatorio "Francesco Morlacchi" di Perugia, dal 2013 al 2019 nello stesso Conservatorio ha rivestito il ruolo di direttore.
Dal 2011 al 2015 è stato Sovrintendente e Direttore Artistico della Fondazione Guido d'Arezzo.
È membro della Commissione artistica dell'Associazione Regionale Cori del Lazio

## Pubblicazioni
- Piero Caraba, Fondamenti pratici d'armonia, Edizioni Ricordi (Milano)
- Piero Caraba, Carlo Pedini, Le forme della musica, Edizioni Sinfonica (Milano) 2010
- (IT) R. Sabatini, Musica in Umbria, Morlacchi, 2016, ISBN 978-88-6074-799-0.
- (IT) Renzo Cresti, Musica Presente, Libreria Musicale Italiana, 2021, ISBN 978-88-5543-001-2.